# Ізмаїл (пункт контролю)
45°21′4″ пн. ш. 28°50′47″ сх. д. / 45.35111° пн. ш. 28.84639° сх. д.
Ізмаї́л — пункт контролю через державний кордон України на кордоні з Румунією.
Розташований в Одеській області, Ізмаїльський район, поблизу однойменного міста на автошляху E87 (М15). З румунського боку розташований пункт контролю «Плаур», повіт Тулча.
Вид пункту пропуску — річковий (через Дунай). Статус пункту пропуску — місцевий з 7.00 до 20.00.
Характер перевезень — пасажирський.
Судячи із відсутності даних на сайті МОЗ, пункт пропуску «Ізмаїл» може здійснювати лише радіологічний, митний та прикордонний контроль.
Пункт пропуску «Ізмаїл» входить до складу митного посту «Ізмаїл» Південної митниці. Код пункту пропуску — 50007 12 00 (15).